# Ochenio de Odría
El Ochenio de Odría fue la época en que el general de división del ejército del Perú, Manuel Arturo Odría Amoretti, gobernó el país desde 1948 a 1956. Odría gobernaría el país durante ocho años, de ahí el nombre de Ochenio que se dio a su régimen; un período que para el Perú significó el regreso al militarismo, las políticas económicas liberales, la represión y persecución a los líderes apristas, y un populismo manipulador sobre las clases populares urbanas. 
El régimen se dividió en dos fases: 
- La Junta Militar de Gobierno que fue una fase de facto, nacida del golpe de Estado en contra del gobierno constitucional de José Luis Bustamante y Rivero, contrariando la Constitución Política del Perú de 1933 (1948-1950).
- El Gobierno "constitucional" de Manuel A. Odría (1950-1956), que fue envuelto en fraude toda vez que el continuismo y la falta de democracia dieran evidentes y flagrantes irregularidades en la contienda electoral de las elecciones generales de 1950 donde el mismo Odría se autoproclamó presidente del Perú (era el único candidato y el JNE estaba dirigido por un tribunal odriísta).

## Escenario previo

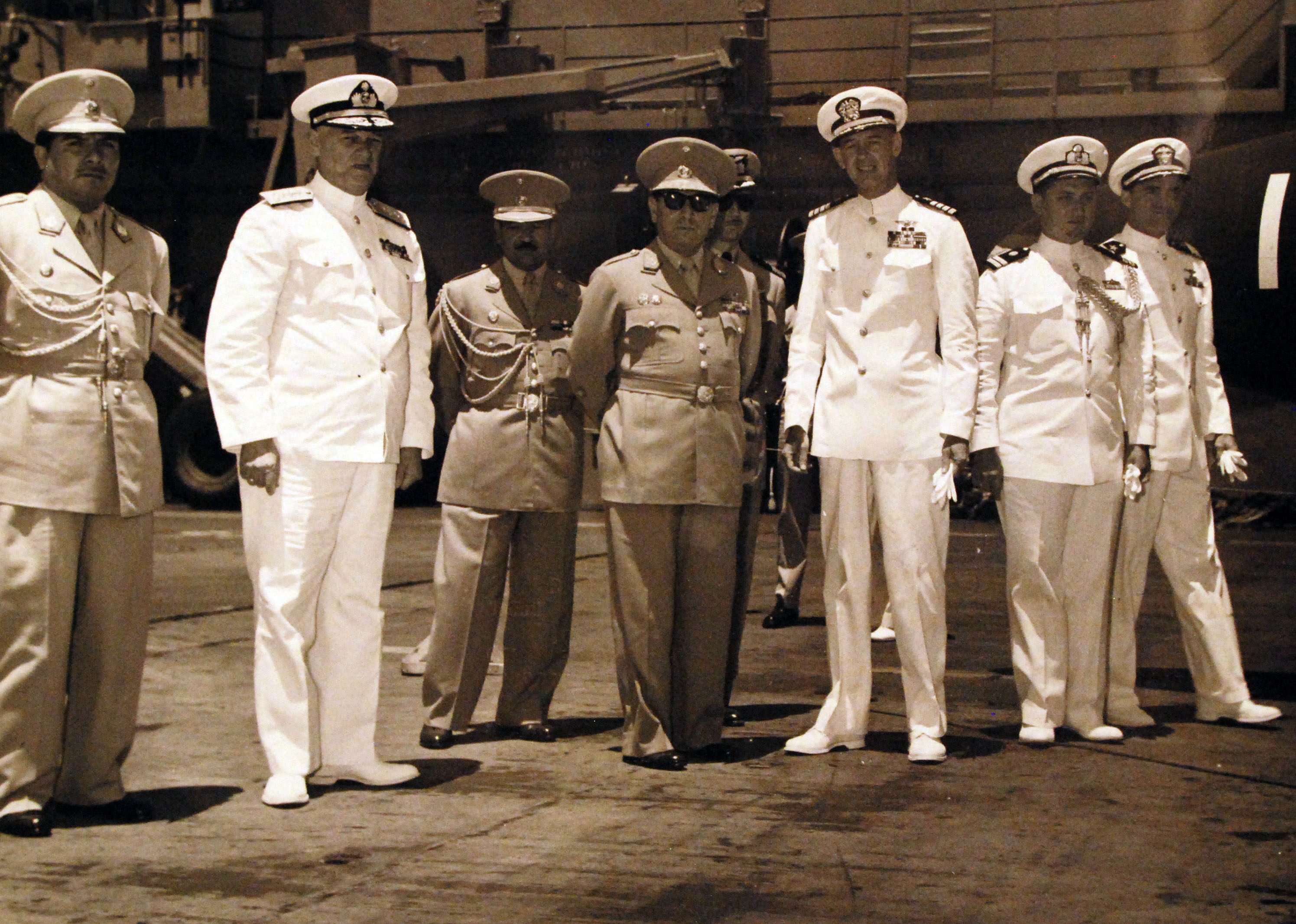
El general Manuel Odría, sobre el portaaviones USS Franklin D. Roosevelt (CV-42) durante la visita del buque a Lima.

### Odría y el gobierno de Bustamante y Rivero
En 1945, con el triunfo de la candidatura de José Luis Bustamante y Rivero del Frente Democrático Nacional, el país se pronunciaba a favor de una alternativa que encarna el aspirar a la reconciliación y al progreso nacional. Las negociaciones a partir de enero de 1945 entre Manuel Prado, Víctor Raúl Haya de la Torre y Óscar Benavides, representantes respectivos de la oligarquía, el Apra y el ejército, daría como resultado dicho triunfo. Parecía que para el Perú empezaba la hora de la democratización y de los cambios moderados bajo el signo de la conciliación y el entendimiento. Sin embargo, sería esta alianza con el Apra la que distorsionaría su gobierno ya que se instaló un gobierno donde los apristas tuvieron participación en varios ministerios así como control en el Congreso.
La célula parlamentaria aprista pasó a hacer una desaforada oposición al gobierno, poniendo en peligro la gobernabilidad. Los más exaltados militantes apristas cometieron actos terroristas en todo el país. El 7 de enero de 1947 fue asesinado Francisco Graña Garland, presidente del directorio del diario La Prensa, hecho del que se culpó a los apristas, ya que dicho diario era el abanderado del antiaprismo. Este suceso produjo una seria crisis política. Bustamante decidió entonces renovar por completo a su Consejo de Ministros, dejando fuera a los apristas. Luego juró otro gabinete ministerial conformado en su mayoría por militares, entre los que figuraba el general Manuel Odría como Ministro de Gobierno y de la Policía. Odría representaba la tendencia radicalmente antiaprista del Ejército y estaba aliado con el sector agro-minero exportador, opuesto a la política de control de cambios de Bustamante que afectaba sus intereses económicos.
La oligarquía siempre había estado en desacuerdo con las tendencias reformistas de Bustamante y su disposición o, en todo caso, su intención de cooperar con los apristas, hecho que causó considerable amargura entre sus miembros. Al toque que las políticas aplicadas por Bustamante fallaron en su propósito de estabilizar el país, aquellos miembros de la Alianza Nacional liderada por Pedro G. Beltrán (AN), comenzaron a conspirar con las Fuerzas Armadas. El derrocamiento de Bustamante y la eliminación del Apra de la vida política de la República eran sus objetivos y una vez más la oligarquía usaría a sectores militares para alcanzarlos.
En su calidad de ministro, Odría insistió a Bustamante para que pusiera fuera de la ley al APRA. Como el presidente rehusó a tal exigencia, el gabinete en pleno dimitió. Quedó planteada así la crisis política, entre el gobierno y los militares. Estos, instigados por el sector agro-minero exportador, tramaron un golpe de Estado. Por su parte, los apristas planearon un golpe propio. Elementos del ala izquierda aprista se adelantaron y fomentaron la rebelión de la marinería en el Callao, que fue aplastada sangrientamente por el ejército, el día 3 de octubre de 1948. Inmediatamente tras la revuelta, Bustamante declaró ilegal al Apra, pero el Ejército y la oligarquía consideran que se debería perseguir activamente a los miembros del partido. Bustamante no estaba dispuesto a aplicar una represión generalizada; sin embargo, ya era muy tarde, la fallida revuelta del 3 de octubre les dio excusa necesaria para llevar a cabo la conspiración. Los militares encabezados por Odría apresuraron su golpe de Estado.

### El golpe de Estado de 1948

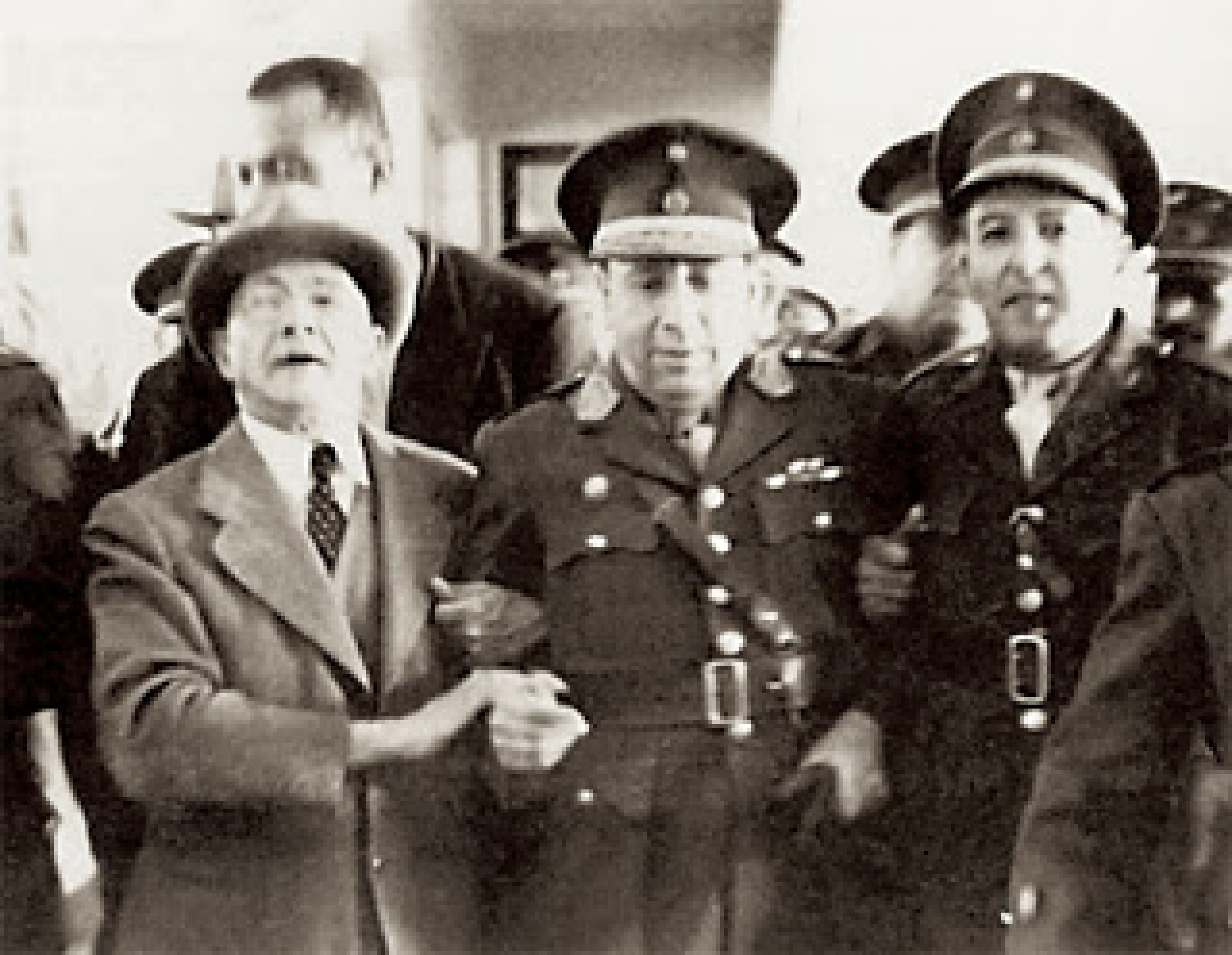
El golpe de Estado de Manuel A. Odría el 29 de octubre de 1948.

El 27 de octubre de 1948, Odría se amotinó en la ciudad de Arequipa, después de dos días de forcejeo gana la adhesión de las Fuerzas Armadas y derroca al presidente Bustamante. Se proclama un manifiesto desde Arequipa, ciudad desde donde históricamente habían comenzado revueltas y donde, dieciocho años atrás, Luis Miguel Sánchez Cerro había proclamado su propio Manifiesto de setiembre. Odría, a la cabeza de la guarnición arequipeña, se levantó en contra del gobierno constitucional de Bustamante y Rivero. La justificación expresa del movimiento, que significativamente se autodenomina “revolución restauradora”, es el antiaprismo o la “defensa de la patria contra el aprismo”. Fue precisamente ese antiaprismo radical lo que permite a Odría contar con el apoyo de un sector del ejército más nacionalista y menos inclinado a una alianza con la oligarquía. Odría leyó un Manifiesto a la Nación a través de Radio Continental, en el que declaró lo siguiente:

la revolución que estalló en Arequipa es por una causa justa, noble y patriótica: salvar a los institutos armados que son la base de la defensa nacional; reconstruir la vida democrática, restablecer el imperio de la Constitución y, finalmente, terminar con el período de miseria y de hambre que agobia a nuestro pueblo.

Sus palabras no eran diferentes a las de caudillos anteriores: era necesario que el Perú obtuviera un nuevo liderazgo, pues el actual presidente estaba llevando al país a la ruina con su indecisión. Sin embargo, detrás del golpe del general Odría se encontraba la Alianza Nacional, esto es, la oligarquía comandada por los exportadores y muy especialmente por Pedro Beltrán, quien fue nombrado inmediatamente presidente del BCR. Odría y los militares serían instrumentos bien compensados pero dóciles. Tras finalizar sus argumentos a favor de una revuelta, Odría terminó su manifiesto con un irónico grito de “¡Viva la Democracia!”
Las demás guarniciones del país, como la del Cuzco y las del norte, dudaron en plegarse al movimiento iniciado en Arequipa, pero el triunfo de este se decidió cuando la guarnición de Lima, al mando del general Zenón Noriega se sumó al golpe. El presidente Bustamante y Rivero fue subido a la fuerza a un avión en el aeropuerto de Limatambo, rumbo a Buenos Aires, Argentina, el 29 de octubre. El golpe de Estado culminó así con éxito. El general Zenón Noriega asumió interinamente la presidencia, hasta la llegada de Odría, procedente del sur.

## Junta Militar de Gobierno (1948-1950)

El presidente de la Junta Militar, Manuel A. Odría, junto con algunos de sus ministros.

El día 31 de octubre Odría juró como presidente de la Junta Militar de Gobierno. El resto de los miembros de esta Junta eran los siguientes: los generales Zenón Noriega (ministro de Guerra) y José Villanueva Pinillos (Aeronáutica); los coroneles Emilio Pereyra (Hacienda), Juan Mendoza Rodríguez (Educación Pública), Alberto López (Salud Pública), Marcial Romero Pardo (Justicia) y Carlos Miñano (Agricultura); los tenientes coroneles Augusto Villacorta Álvarez (Gobierno y Policía)  y Alfonso Llosa G.P. (Fomento); y los contralmirantes Federico Díaz Dulanto (Relaciones Exteriores) y Roque A. Saldías (Marina). Eduardo Rivera Schreiber fue designado secretario de la Junta.
Tras convertirse en presidente provisional dos días después del golpe, Odría perdió poco tiempo en aplicar una serie de severas medidas destinadas a restaurar el orden público. La primera de ellas fue la prohibición de aquellos “partidos internacionales” que, según aquellos que se encontraban en el poder, habían sido los responsables de la crisis que ameritó la intervención de las Fuerzas Armadas. Desde un principio este gobierno se impuso violentamente con la supresión de garantías individuales, lo que quedó consagrado indefinidamente con una arbitraria Ley de Seguridad Interna (Decreto Ley N 11049 del 1 de julio de 1949), en ella se establecía los delitos considerados contra la seguridad y tranquilidad pública que tuvieran fines políticos o sociales. Igualmente establecía los delitos contra la organización y paz interna de la República. 
Los principales líderes apristas fueron encarcelados o desterrados. Víctor Raúl Haya de la Torre buscó asiló en la embajada de Colombia, donde permaneció hasta 1954, cuando salió rumbo al destierro, luego de protagonizar una seria crisis internacional. La primera reacción de este partido fue la resistencia, pero la represión probó ser inaguantable y la agrupación se encontró desmoralizada por sus recientes fracasos. En consecuencia, varios miles de apristas fueron encarcelados. El Partido Comunista fue también proscrito. El Congreso fue cerrado. El Poder Judicial subsistió, aunque precariamente. La Junta gobernó mediante decreto ley.
La economía sufrió un viraje hacia el liberalismo, aunque sin caer en extremos. Se quiso tecnificar la economía, para lo cual se contrató la misión norteamericana presidida por Julius Klein, que recomendó el sistema de libre mercado. Odría atendió a las principales recomendaciones de esta misión: supresión de subsidios, libre cambio, desaparición de los controles y el equilibrio presupuestal. La crisis económica pudo así ser contenida. En el ámbito laboral, la Junta Militar de Gobierno, combinó la represión con el clientelaje político, la Confederación de Trabajadores del Perú (CTP) fue proscrita y sus principales dirigentes sindicales perseguidos o abatidos. De otro lado, la Junta concedió beneficios sociales a los trabajadores, creó un Fondo Nacional de Educación destinado exclusivamente a construcciones escolares, y un Fondo Nacional de Salud. Se dieron así los primeros pasos de una vasta labor que se desarrollaría plenamente ya bajo el gobierno constitucional de Odría.
El miedo fue usado como una herramienta para obtener el consentimiento de los peruanos: se restauró la pena de muerte en casos de agitación política, se impuso la censura y se prohibió el derecho de reunión. Aunque efectivo en el corto plazo, Odría estaba al tanto de que no podía gobernar al país indefinidamente de esta manera. Era necesario crear la impresión de algún orden constitucional. Odría anunció que elecciones libres y competitivas se realizarían en mayo de 1950. Dada la atmósfera de represión y la existencia de la Ley de Seguridad Interior, la mayoría de peruanos creían que las elecciones se darían, pero resultaba difícil encontrar a alguien que pensara que serían libres o competitivas.
En lo que respecta a cambios en el ejecutivo, el 30 de abril de 1949 se promulgó el Decreto Ley 11009. Con su promulgación se originó el Ministerio de Trabajo y Asuntos Indígenas, el cual se desprendió del Ministerio de Justicia y Trabajo. Se constituyó un cuerpo organizador del nuevo despacho. Este estuvo presidido por el titular de Justicia y Trabajo, el teniente coronel Marcial Merino. Además, estuvo integrado por el director del Trabajo, el director de Asuntos Indígenas y, como secretario, el jefe de la División de Legislación de la Dirección General de Trabajo. El 31 de mayo fue nombrado como primer titular del Ministerio de Trabajo y Asuntos Indígenas el general Armando Artola del Pozo.
Este personaje dirigió el sector Trabajo durante cinco años, dos meses y veintidós días. Fue uno de los más largos de la historia institucional. Cesó en el cargo el 9 de agosto de 1954. El 29 de octubre de 1949 la Junta Militar de Gobierno nombró titular de Justicia y Culto al coronel Augusto Romero Lovo, el cual tomó posesión el 9 de noviembre. Los integrantes de la Junta eran todos militares, cuyos ascensos o promociones correspondían a sus méritos y servicios, registrados es un escalafón general de Guerra y Marina 

### Elecciones de 1950

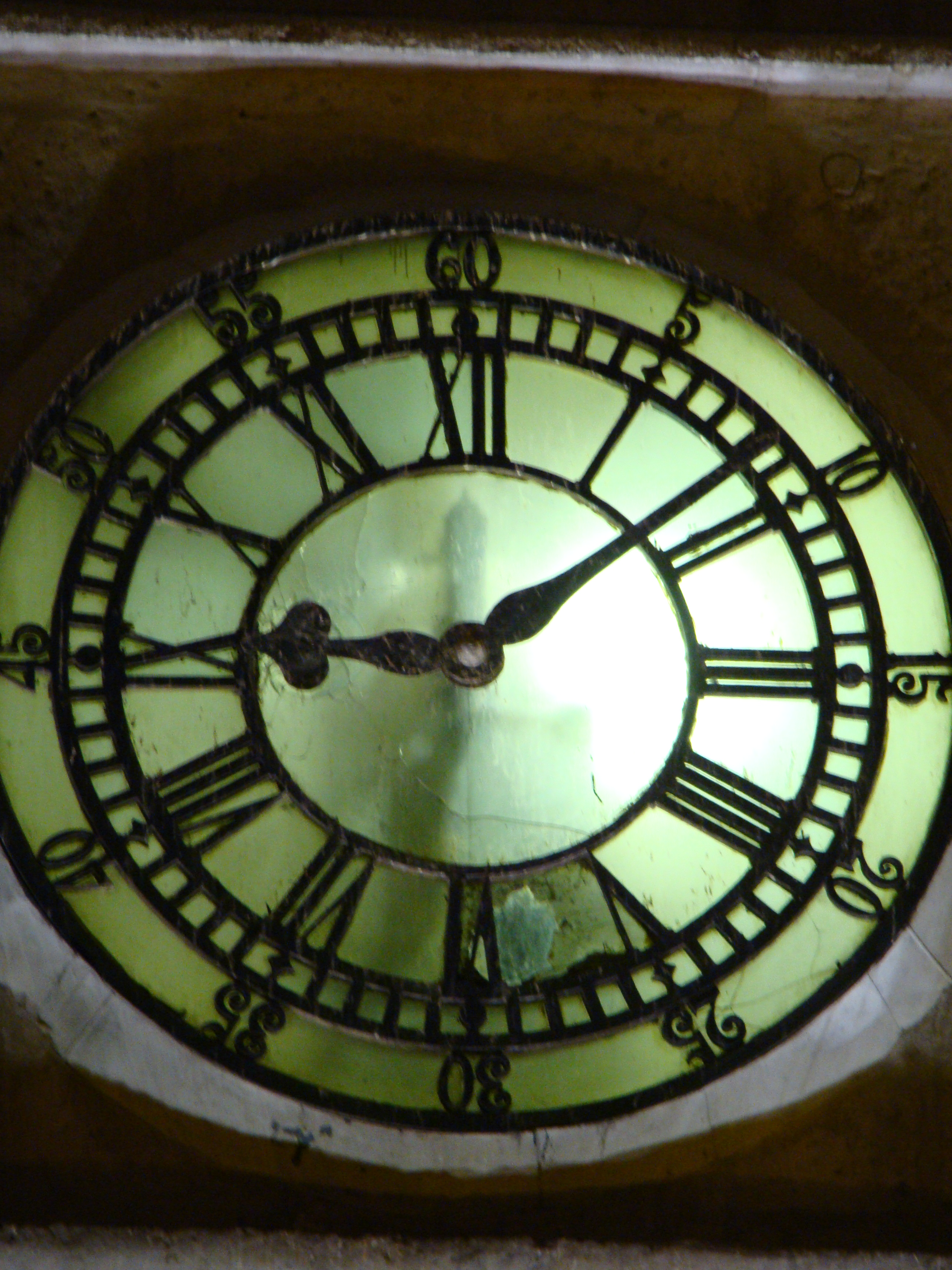
Registro histórico de un agujero en el reloj de la catedral de Arequipa, producto de un impacto de bala producido durante la revolución de junio de 1950.

Para legitimarse en el poder, Odría decidió convocar a elecciones presidenciales en las que él mismo sería el candidato. Pero existía un problema formal: de acuerdo a la Constitución de 1933, el ciudadano que aspirara a la presidencia no debía ejercer al mismo tiempo el poder, al que debía renunciar, mínimo, seis meses antes de las elecciones. Odría solucionó el inconveniente a su manera: faltando apenas tres meses para las elecciones dejó el poder, encargando la presidencia de la Junta al general Zenón Noriega (1 de junio de 1950). Este acto se conoce como la «bajada al llano». Odría formó el Partido Restauración Nacional y empezó su campaña presidencial, sabiendo que con la Ley de Seguridad Interior activa disfrutaría de unas elecciones fáciles, es decir, sin la presencia de competidores molestos.
Dentro de la oligarquía se percataron de que el general Odría era una persona “difícil de manejar”. El nuevo aprecio que habían desarrollado hacia el proceso democrático partía de un miedo hacia las políticas económicas de Odría y de la esperanza de que la oligarquía pudiese gobernar directamente el país. Ante la duda y la pequeña división de la oligarquía se formó la Liga Democrática Nacional, la cual estaba constituida por personajes de diferentes puntos de vista ideológicos, entre ellos varios miembros del Frente, y de inmediato se inició la búsqueda de un candidato de “unidad nacional”. De este modo, se eligió al general en retiro Ernesto Montagne Markholz, expresidente del Consejo de Ministros del segundo gobierno de Benavides, bajo la lógica de que otro representante del Ejército tendría más posibilidades de hacerle frente a Odría.
Odría, bajo la presión del gobierno, el Jurado Nacional de Elecciones logró una vez más desetimar el propósito de su existencia y descalificó a Montagne, bajo la excusa de que las firmas presentadas por su partido eran falsas. Esta acción llevó una limitada revuelta en la ciudad de Arequipa que fue rápidamente aplastada. Entre los revolucionarios se hallaron algunos elementos visibles de la Liga Nacional Democrática. Esto fue motivo suficiente para que el candidato Montagne fuera apresado, acusado de conspirar junto al APRA y desterrado. De este modo, sin contendor político, Odría participó en un viciado proceso de elecciones, con una cédula electoral que solo tenía su nombre..
Poco después Montagne fue arrestado, acusado de conspirar junto con el Apra: Odria se había asegurado de que su nombre sea el único en la cédula electoral. Las elecciones se realizaron con Odría como candidato único el 2 de julio de 1950.

## Gobierno constitucional (1950-1956)
Odría juró como presidente Constitucional el 28 de julio de 1950, ante un Parlamento igualmente elegido por voto popular. En lo político mantuvo vigente la Ley de Seguridad Interior, que reprimía severamente a los opositores al régimen, fundamentalmente apristas y comunistas. En líneas generales continuó la obra trazada en la etapa de la Junta Militar. Su gobierno fue también caracterizado por el populismo como forma de controlar a las masas.
Si bien es cierto que el gobierno, que inició el 28 de julio de 1950, fue denominado como constitucional, en la práctica solo era la continuación de la Junta Militar de Gobierno, la cual había sido instaurada en 1948 por un golpe de Estado. Inmediatamente después de tomar el cargo, se formó el Gabinete ministerial, cuya jefatura fue entregada al general Zenón Noriega, así como el Ministerio de Guerra.
Integraron el Gabinete los siguientes personajes: Zenón Noriega, Manuel Gallagher Canaval (Relaciones Exteriores), Ricardo de la Puente y Ganoza (Gobierno y Policía), Alberto Freundt Rosell (Justicia y Culto), Andrés F. Dasso (Hacienda y Comercio), el teniente coronel José Cabrejo Mejía (Fomento y Obras Públicas), el contralmirante Roque A. Saldías (Marina), el coronel Juan Mendoza (Educación Pública), Edgardo Rebagliati (Salud y Asistencia Social), el general C. A. P. José C. Villanueva, Luis Dibos Dammert (Agricultura) y Armando Artola (Trabajo y Asuntos Indígenas). En este Gabinete solo seis, de un total de doce despachos supremos, se encontraron dirigidos por militares.
Para la ceremonia de transmisión de mando estuvieron presentes más de 28 delegaciones extranjeras. Entre ellos se encontraron los ministros de Relaciones exteriores Hipólito Jesús Paz de Argentina, Virgilio Díaz Ordóñez de República Dominicana.

### Política de represión

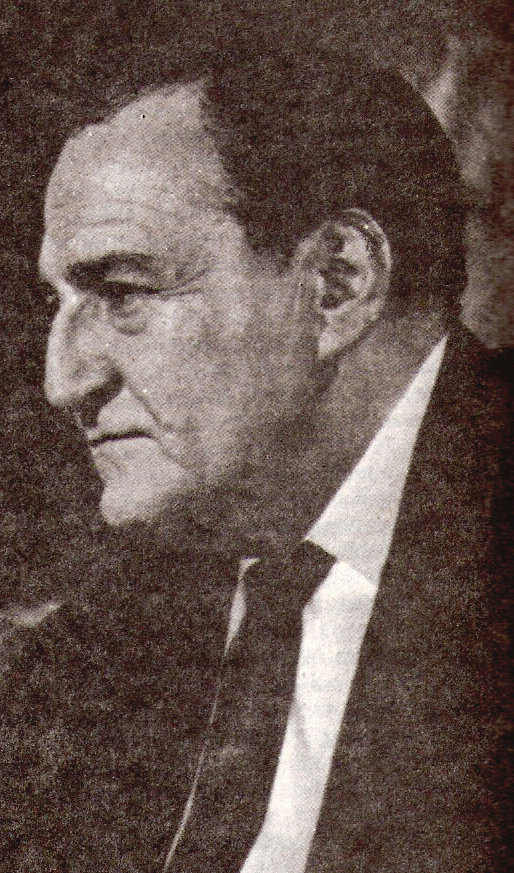
Víctor Raúl Haya de la Torre.

El régimen se caracterizó por el autoritarismo y la represión de toda forma de oposición política. La represión política estuvo encarnada en la figura del director y luego ministro de Gobierno, Alejandro Esparza Zañartu, tenebroso personaje que actuaba bajo un halo de misterio. Fueron apresados y torturados miles de opositores y desterrados cientos de ellos. Como suele ocurrir en este tipo de gobierno, la corrupción campeaba en todos los sectores del Estado, ante la falta de una rigurosa fiscalización.
Los esfuerzos ejecutados por el régimen durante sus primeros días en contra del Partido Aprista resultaron exitosos a medida que las cárceles de la nación empezaban a ser llenadas con sus miembros. Haya de la Torre a comienzos de 1949 buscó asilo en la Embajada de Colombia, suponiendo que el régimen no tendría otra alternativa más que concederle el salvoconducto necesario para su partida. 
Haya era una figura muy polémica que generaba malestar entre los miembros de las Fuerzas Armadas y la oligarquía, quienes se negaban a aceptarlo como un legítimo actor en la vida política peruana. Estos personajes le aconsejaron a Odría negar cualquier pedido del gobierno colombiano. De este modo, las autoridades peruanas argumentaron que Haya de la Torre no era un perseguido político, sino un criminal común y, por ende, el privilegio del asilo no podía ser extendido a su persona. El asunto fue llevado ante la Corte Internacional de Justicia de La Haya. Finalmente, el gobierno peruano permitió que Haya de la Torre saliera de la embajada, para mandarlo de inmediato al exilio. El incidente desprestigió al gobierno de Odría a nivel internacional, ya que la imagen que Haya de la Torre proyectaba era la de un perseguido político, exiliado por sus ideas de izquierda.

## Aspecto económico

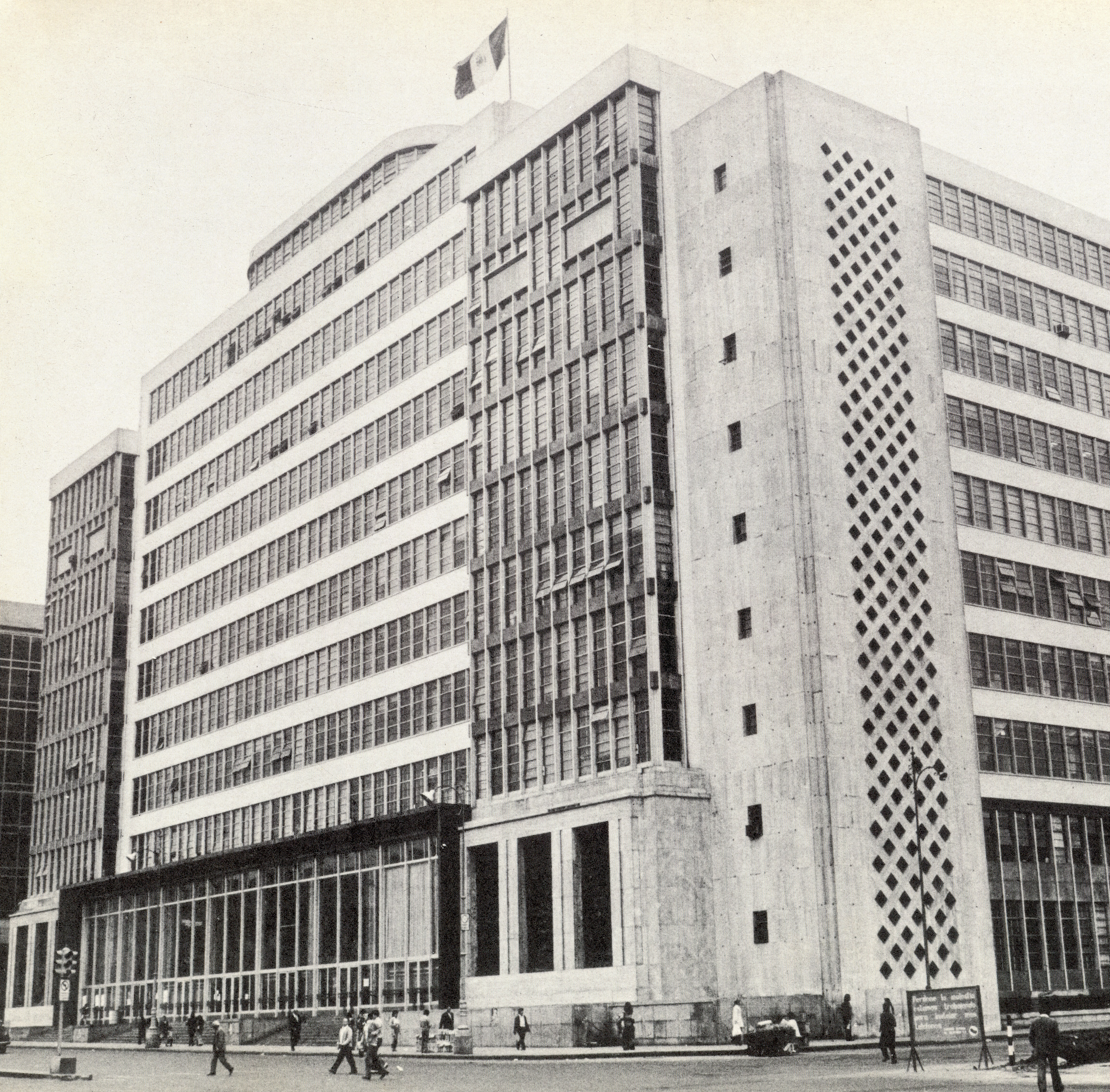
Ministerio de Economía y Finanzas (1954)

La prioridad del régimen de Odría en el aspecto económico era acabar con la crisis financiera que había afectado al Perú desde el término de la Segunda Guerra Mundial. El primer paso fue contratar a una misión estadounidense liderada por el economista Julius Klein. Como era de esperarse, el reporte de dicha entidad recomendó que era necesario liberalizar aún más la economía. De este modo se puso especial énfasis en la eliminación de los controles de cambio impuestos por las administraciones anteriores, una recomendación que Odría siguió al pie de la letra. Optó a su vez por una política económica liberal y de fomento de las exportaciones; en parte, debido al pacto que había establecido el dictador con algunos personajes de la derecha oligárquica, quienes habían financiado y ayudado a organizar el golpe de Estado de 1948.
Una vez hecho esto, el valor del sol cayó y como consecuencia, subieron las exportaciones para el deleite de la oligarquía, en especial aquellos con intereses en los sectores de algodón y azúcar. La liberación de la economía no solo benefició a los exportadores domésticos, sino que presentó nuevas oportunidades para las empresas extranjeras., sobre todo estadounidenses, cuya presencia en el territorio peruano llegó a niveles no vistos desde los días del régimen de Leguía.
Sin embargo, las medidas del gobierno se encontraban a cierta distancia de las pretensiones de los exportadores. Odría no cedió ante la presión de sus aliados y patrocinadores porque tenía miedo de que una desregulación inmediata diera lugar a una inflación y pauperización de los trabajadores, lo que podría costarle el poder en que recién se venía afirmando. Además, debe tenerse en cuenta el deseo del gobierno de no verse identificado como instrumento de la oligarquía.
Una señal de qué tan dependiente se había convertido la economía peruana en relación con el mercado de América del Norte vino con la guerra de Corea. Debido a la demanda estadounidense, el valor de las exportaciones peruanas se incrementó dramáticamente. Este hecho acarreó para el Perú una mayor recaudación estatal, la cual fue usada para financiar las obras públicas que incrementaron el apoyo de la población a Odría. Así, Odría y su equipo comenzaban a mostrar una vena populista, lo que era inquietante para la oligarquía. El presidente creía que no era conveniente una cesión incondicional frente a los exportadores que llevase a ser suya una política de resultado problemático, ya que le podía costar el poder.

### Fomento y obras públicas

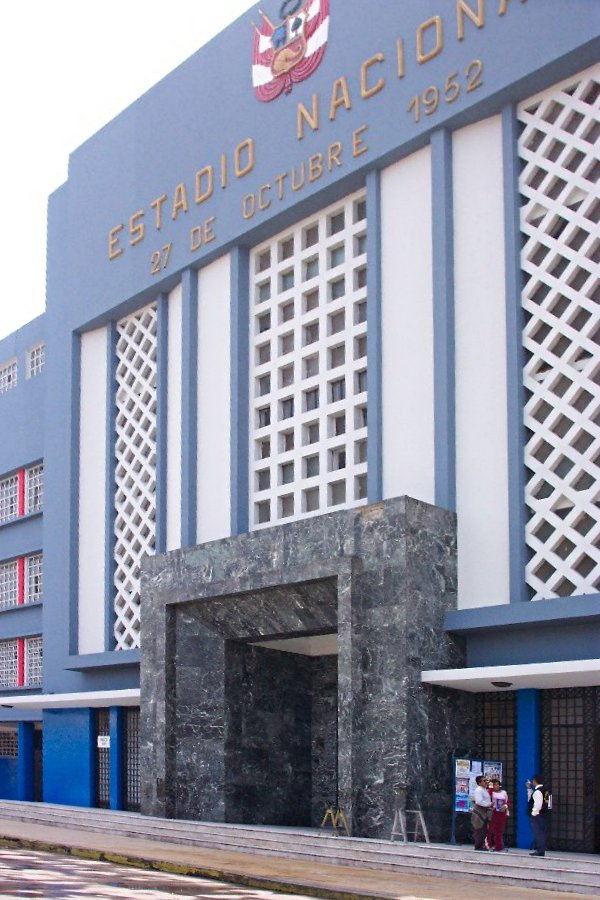
Antiguo Estadio Nacional del Perú, inaugurado el 27 de octubre de 1952, obra emblemática del Ochenio de Odría.

El auge en la actividad económica permitió a Odría desarrollar un vasto plan de obras públicas. Su lema de gobierno fue precisamente: «Hechos y no palabras». Las inversiones que en 1948 llegaban a 126.000.000 soles, pasaban de 1.000.000.000 en 1953. Asimismo, se brindó oportunidades de trabajo y asistencia en salud mediante la realización de obras públicas. 
- Un fuerte rubro de las obras públicas estuvo enderezado a la construcción de las Grandes Unidades Escolares (G.U.E.) tanto en Lima como en las principales ciudades del país, así como hospitales, ministerios, hoteles, etc. Muchas de estas obras fueron destinadas a la ciudad natal de Odría, Tarma (la Iglesia Matriz, el Hotel de Turistas, el Hospital Regional, etc.); y a Tacna, la ciudad heroica. Una obra emblemática fue la construcción del Estadio Nacional de Lima, considerado entonces como una obra colosal y que sería remodelado mucho tiempo después, en el 2011.
- Se realizaron importantes obras de irrigación, siendo la principal la derivación del río Quiroz al valle de Piura, iniciada por el gobierno anterior; asimismo se activó los trabajos de derivación de las aguas de la laguna de Choclococha al río Ica, se habilitó el canal internacional en el río Zarumilla, en coordinación con Ecuador, y otras pequeñas irrigaciones en los departamentos de Cajamarca y La Libertad.
- Se realizó un importante plan de construcción vial, mejorando las carreteras existentes y abriendo otras hacia el interior del país.
- Se impulsó la explotación petrolera por la promulgación de la ley orgánica del petróleo de 18 de marzo de 1952.
- Se continuó el proceso de industrialización. Para beneficio de la gran industria se formularon proyectos de electrificación.
- Para alentar la inversión minera se promulgó un Código de Minería en 1950. Las más importantes inversiones las hicieron compañías extranjeras (particularmente estadounidenses). Se inició la explotación de los yacimientos de cobre de Toquepala y Quellaveco, y la de hierro de Marcona. El auge de la minería se debió también a las necesidades internacionales derivadas de la guerra de Corea.
- Se impulsó la reconstrucción del Cusco luego del terremoto de 1950.

### Defensa nacional
El gobierno de Odría fortaleció al Ejército del Perú, cuyos servicios fueron mejorados.
- Por Ley N.º 11432 fue reorganizado el Ejército dándoseles nuevos reglamentos de acuerdo a los avances de la técnica militar. Se dieron acertadas disposiciones legales como la Ley Orgánica del Ejército, la Ley de Ascensos Militares, el Código de Justicia Militar.
- Se inició la instalación de maquinaria para el Servicio Industrial de la Marina (SIMA), con capacidad para fabricar buques de gran capacidad.[8]
- Fue ampliada el muelle y la base de submarinos.
- Entró en funcionamiento el Centro Médico Naval y Hospital Militar Central, en Lima.
- Fueron adquiridos destróyeres, submarinos y cañoneras fluviales para el servicio del río Amazonas.
- La fuerza aérea fue reorganizada. Se inició el entrenamiento de pilotos para aviones a reacción en los Estados Unidos.
- El ejército participó en las campañas de alfabetización y en la realización de obras viales.
- Se estableció una renta especial para la fuerza aérea, fueron concluidas las instalaciones de la base aérea de Pisco y se adquirieron aviones a reacción.
- Se creó el Centro de Altos Estudios Militares (CAEM), un centro de formación superior para los oficiales de las Fuerzas Armadas, que derivó en estudios de carácter político-social como parte de la defensa nacional.

## Aspecto Social
Muchas cosas habían cambiado con relación al Perú de comienzos del siglo XX, dentro de lo social, el país iniciaba desde los años cuarenta una verdadera explosión demográfica, donde se empezaría a reducir la tasa de mortalidad infantil y se mantendría una relativamente alta tasa de nacimientos. La población del país se duplicó en treinta años: siendo de seis y medio millones en 1940, llegó a nueve millones novecientos mil en el censo de 1961 y hasta trece millones y medio en el censo de 1972. Esta población demandaba crecientes servicios de salud, vivienda y educación, lo que significa desde entonces un campo fértil para el populismo de cualquier tendencia.
Odría decidió seguir los pasos de Juan Domingo Perón, iniciando un régimen a la vez conservador y populista, que pudo mantenerse debido al auge de la economía peruana. Intentó atraer a la gente de los pueblos marginales de Lima, con la ayuda de su esposa María Delgado de Odría, quien también siguió los pasos de Eva Perón y logró aumentar las bases sociales del gobierno de Odría. Ella presidió la Central de Asistencia Social, fundada en 1951 y donde se daba atención a la mujer y al niño. También reformó el sistema electoral, cuando el 7 de septiembre de 1955 permitió, por primera vez en la historia republicana, el voto femenino.

### Las barriadas
A lo largo de su tiempo como gobernador, Odría trató de fomentar “un patrón autoritario de lazos informales, paternalistas que tendían a oscurecer la identificación de clase“. Este enfoque de la relaciones élite-masa iba bien con la estrategia más generalizada para limitar el pluralismo en la sociedad peruana. El apoyo popular con el que contaban el Apra y los sindicatos en ese entonces constituye un antecedente importante para entender la importancia que Odría - al igual que lo habían hecho Sánchez Cerro y Benavides - le concedían a la obtención del apoyo de los sectores populares.
Esto le llevó a brindar un amplio apoyo a la construcción de barriadas. En cambio, recibió apoyo político de los nuevos habitantes de aquellas partes de Lima que le sirvió para legitimar su mandato. El hecho de que aún después de que Odría había dejado la presidencia hubo demostraciones de apoyo demuestra la fuerte identificación de los pobladores con el presidente que les había ayudado a establecerse y que la estrategia odriísta de hacer los pobres creer en una relación especial con él había dado fruto.
El aspecto paternalista de sus políticas de barriadas se expresa en el no-otorgamiento de títulos, el clientelismo, la fomentación de asociaciones de pobladores sin demandas políticas y los programas de ayuda en gran escala. Entre 1945 y 1948 se dio un aumento considerable en la dimensión de las invasiones. Las políticas odriístas influenciaron fuertemente el desarrollo posterior del manejo político de las barriadas: este nuevo sector político urbano debía de ser tomado en cuenta por parte de los futuros líderes del país.

### Política educacional
El desarrollo de la educación nacional se enfocó mediante tres programas:
- Fondo de Educación Nacional, para financiar obras de infraestructura.
- Plan de Educación Nacional, destinado a extender la educación a todo el país.
- Fondo del texto escolar.

Se destinó a la educación el porcentaje presupuestal más alto del siglo XX, siendo el principal ministro en dicho ramo el coronel (luego general) Juan Mendoza Rodríguez. Se implementó una reforma curricular, se atendió la formación de profesores y se ejecutó un vasto plan de construcción de locales: grandes unidades escolares (G.U.E.), escuelas primarias, institutos pedagógicos, en todo el país. Entre las G.U.E. de Lima figuran: Melitón Carvajal, Alfonso Ugarte, Miguel Grau, Mercedes Cabello, Teresa González de Fanning, Mariano Melgar, Bartolomé Herrera, Micaela Bastidas, Juana Alarco de Dammert, Ricardo Palma. En provincias destacan: Clorinda Matto de Turner y Garcilaso de la Vega (Cuzco), San Luis Gonzaga (Ica), Manuel Isidoro Suárez (Trujillo), Mariano Melgar (Arequipa), Óscar R. Benavides (Iquitos), Coronel Bolognesi (Tacna) y Santa Isabel (Huancayo). Aparte de su buena infraestructura, estos colegios contaron también con excelentes profesores.
El Ministerio de Educación fue dotado de un moderno edificio, situado frente al Parque Universitario, actualmente sede de organismos judiciales. De esta época data también la implantación del 6 de julio como “Día del Maestro”.
La enseñanza técnica y rural fue objeto de sustanciales reformas. Se dotaron de material didáctico a diversas escuelas industriales de Lima y provincias. Se incrementó el número de escuelas pre-vocacionales, de institutos industriales para mujeres y de centros de educación agropecuaria.

### Salud pública, trabajo y asuntos indígenas

#### Salud

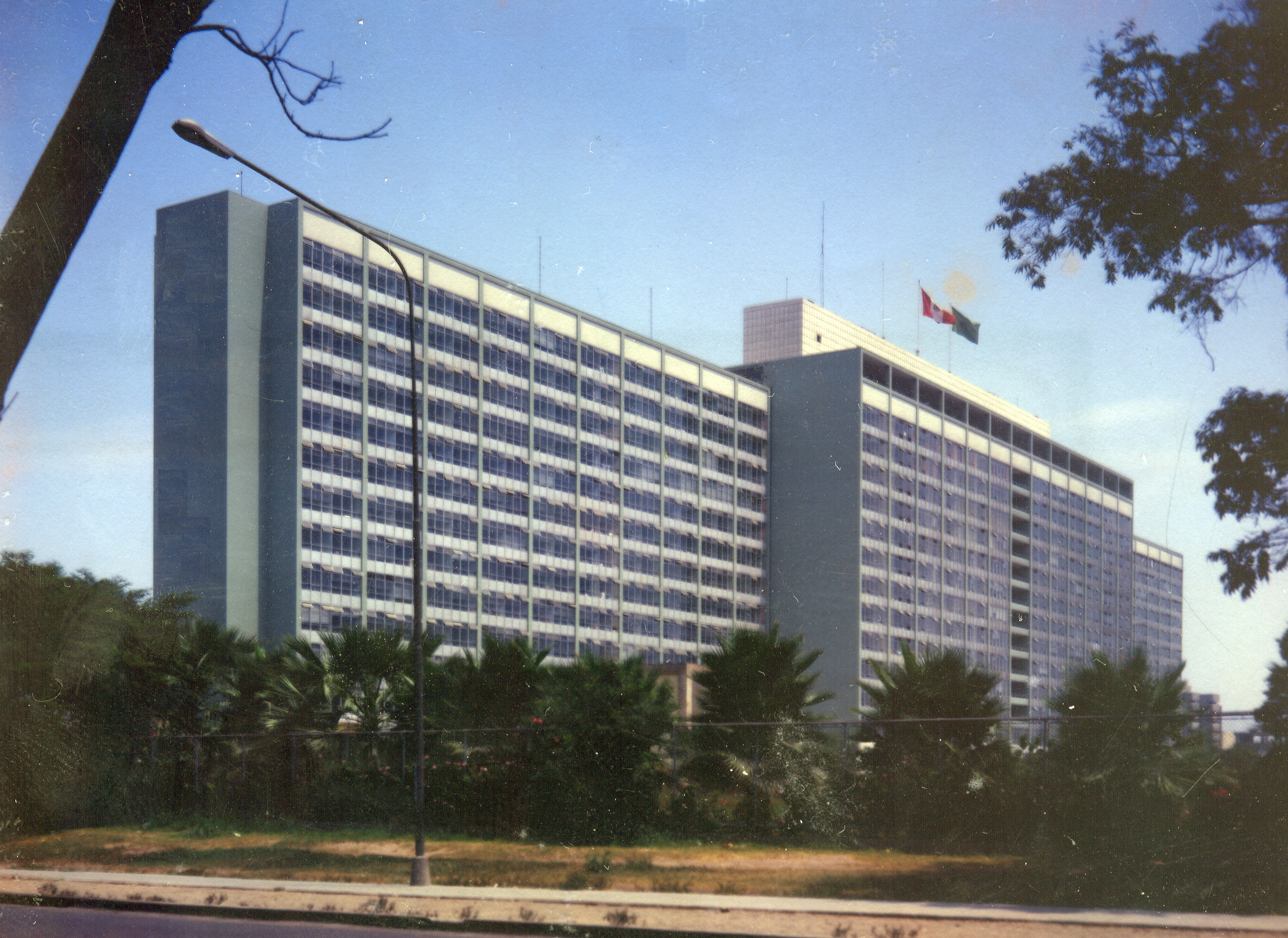
Hospital del Seguro Social del Empleado en el año 1952, el Ochenio de Odría se caracterizó por la construcción de grandes obras públicas.

- Se creó un Fondo Nacional de Salud.
- Se trabajó por la mejora de los servicios de salud pública. Se construyó el Hospital Central del Seguro Social del Empleado (hoy Hospital Edgardo Rebagliati Martins) en Lima, convenientemente equipado, así como hospitales regionales en los departamentos.
- Se realizaron intensas obras de saneamiento ambiental y campañas contra las enfermedades endémicas y epidémicas.
- Para mejorar la alimentación de los escolares, obreros y empleados se construyeron restaurantes y refectorios escolares.

#### Trabajo
- Se creó el Ministerio de Trabajo y Asuntos Indígenas para canalizar los reclamos de los trabajadores (1949). Su primer titular fue Armando Artola del Pozo.
- Se decretó la elevación en un 70% las indemnizaciones por accidentes de trabajo, reafirmando su obligatoriedad
- El seguro social pasó a ser obligatorio para empleados públicos y privados.
- Se consolidó el régimen de las indemnizaciones por tiempo de servicios.
- Se establecieron las gratificaciones por fiestas patrias y por Navidad, así como el salario dominical.
- Se nombró una comisión para la elaboración de la Ley del Yanaconaje.
- Se elevó los salarios a los trabajadores del ramo de la construcción civil de Lima, Callao y Balnearios, así como de los estibadores del puerto del Callao.
- Se elevó el monto de las pensiones de los jubilados.
- Se llevó a cabo una ambiciosa política de construcción de viviendas populares, para obreros y empleados, en todo el país. Datan de entonces las unidades de viviendas de Matute, Santa Marina y La Perla, en Lima-Callao. También se construyó el Centro Vacacional de Huampaní, para el esparcimiento de las familias.

#### Asuntos indígenas
- Las comunidades indígenas recibieron ayuda técnica y crediticia, para el desarrollo de sus actividades agropecuarias.
- Con el apoyo de la FAO, la UNESCO y la OMS se desarrolló un programa de rehabilitación de la región de Puno, afectado por una terrible sequía.

### Relaciones exteriores
- Debido al enfático anticomunismo del régimen militar, así como sus políticas económicas liberales, se tuvo como consecuencia la inscripción del gobierno peruano en el bando estadounidense la guerra fría. Esto sucedió dado que, para que el gobierno militar fuese aceptado por Estados Unidos, el gobierno de Odría tenía que orientar su economía hacia el libre comercio y la promoción de exportaciones.

- La inversión directa americana se disparó bajo dos mecanismos. Por un lado, el Código de Minería de 1950, el cual permitió el surgimiento de enclaves mineros norteamericanos en la Southern en Toquepala y Marcona, aumentando el control extranjero de la minería. por el otro lado, la Ley del Petróleo de 1952 permitió a la International Petroleum Company buscar nuevos yacimiento petrolíferos en el desierto de Sechura.

- Se produjeron incidentes en la frontera con el Ecuador, debido a que aún no se colocaban los hitos en Lagartococha y en las zonas adyacentes a los ríos Zamora y Santiago. El gobierno se mantuvo inquebrantable ante las reclamaciones ecuatorianas que pretendían redefinir la línea divisoria en dicha zona, violentando el Protocolo de Río de Janeiro firmado en 1942.
- El 18 de agosto de 1952, representantes de Perú, Chile y Ecuador firmaron en Santiago de Chile la Declaración de Santiago, en resguardo de la riqueza ictiológica dentro del espacio de las 200 millas marítimas, ante la amenaza de las depredaciones de flotas extranjeras. Posteriormente, en diciembre de 1955, los plenipotenciarios de los mismos países firmaron en Quito el Protocolo de Adhesión a dicha Declaración.
- Se firmaron acuerdos de colaboración económica y cultural con Brasil, al igual que con Chile y Ecuador.
- El Perú fue sede del Congreso Panamericano de Carreteras e Interamericano de Turismo, del II Congreso Iberoamericano de Seguridad Social y de la II Conferencia sobre conservación y explotación de las riquezas marítimas del Pacífico.
- Se puso fin al estado de guerra con Alemania Federal y el Japón, cuyas delegaciones adquirieron el rango de embajadas, y se reanudaron las relaciones diplomáticas con Cuba y Colombia.

### Justicia y culto
- Se inauguró la Colonia Agrícola Penal del Sepa en Loreto.
- Se nombró una comisión para la reforma de la ley orgánica del poder judicial.
- Se inauguró el Centro de Reeducación, Taller y Escuela de Mujeres en Chorrillos, en reemplazo de la antigua Penitenciaría y Cárcel Departamental de Mujeres de Lima.
- Fue establecida la carrera judicial.
- Se crearon nuevas salas en las cortes superiores de Arequipa, Lambayeque, Ica y Huánuco y el Segundo Tribunal Correccional de Arequipa.
- Se construyeron las cárceles de Pampas, La Oroya, Huanta, Recuay, Lampa. Yauri y Jumbilla.

## Fin del Ochenio

### La revolución de Arequipa de 1955
Hacia 1954 se daban ya señales de la descomposición del régimen. Acusado de conspirador, el general Zenón Noriega, presidente del Consejo de Ministros, considerado el número dos del régimen, fue desterrado hacia los Estados Unidos. A cambio, en agosto de 1954 fue designado el contralmirante Roque Augusto Saldías Maninat quien llegaba a la jefatura del Gabinete por segunda vez. El 20 de julio de 1955, los redactores del diario La Prensa prepararon una declaración en la que exigían la derogatoria de la Ley de Seguridad Interior, la reforma electoral y la amnistía política general. Este documento sirvió de punto de partida para la fundación de la Coalición Nacional, encabezada por Pedro Roselló, Manuel Mujica Gallo y Pedro G. Beltrán.
Una reunión de la Coalición, realizada en el teatro Municipal de Arequipa, fue atacada por matones al servicio del gobierno, iniciándose una protesta similar a la de 1950. La ciudad se declaró en huelga general y pidió la destitución del ministro de Gobierno, Alejandro Esparza Zañartu, quien también fue antiguo director de esa institución. Lo anterior se debe a que su figura generaba rechazo a causa de los abusos cometidos contra los detractores del régimen, entre los que figuran las persecuciones y los secuestros. A diferencia de lo ocurrido en 1950, esta vez Odría no quiso enviar a las tropas militares para reprimir la revuelta y Esparza tuvo que renunciar, a fines de diciembre de 1955, partiendo al exilio. Este episodio marcó el comienzo del fin del régimen odriísta. Paralelamente regresaron del exilio el expresidente José Luis Bustamante y Rivero y los más importantes dirigentes apristas, como Armando Villanueva del Campo y Ramiro Prialé. A la larga, la Coalición Nacional no arraigó popularmente y surgieron otros movimientos políticos para las elecciones de 1956.
Con la citada rebelión, el gobierno de Odría entró a su último año. Si bien dejaba un conjunto de obras públicas de trascendencia en los sectores Educación y Salud, en lo que respecta a libertades, el régimen evidenció un marcado autoritarismo. La actuación siniestra del sector Interior en las represiones contra los detractores del gobierno desacreditaba aún más al gobierno, que pronto se resquebrajaba. Así, en febrero de 1956, el coronel Marcial Merino, exministro de Justicia y Trabajo (1948-1949), se rebeló contra el régimen y exigió la renuncia del dictador. El levantamiento pronto fue sofocado.

### Las elecciones de 1956
La gente tenía temor de que el régimen se eternizara; es por ello que sorprendió la decisión de Odría de convocar a elecciones generales en 1956 y su anuncio de no presentarse como candidato. Lo cierto era que el régimen ya estaba muy desgastado; el mismo Odría se hallaba físicamente disminuido a consecuencia de una fractura en la cadera y otra en el fémur. Se presentaron tres candidatos:
- El doctor Hernando de Lavalle, quien contó con el apoyo inicial del gobierno, que había formado a propósito un partido político propio, el Partido Restaurador, que tiempo después sería bautizado como la Unión Nacional Odriista. También le apoyó el recientemente fundado Partido Demócrata Cristiano.
- El expresidente Manuel Prado Ugarteche, por el Movimiento Democrático Peruano (MDP). Perteneciente a una familia de importante influencia social y de gran poder económico, Prado era propietario del diario La Crónica y de una serie de empresas, incluyendo al Banco de Crédito (ex Italiano).
- El arquitecto Fernando Belaúnde Terry, lanzado por el Frente Nacional de Juventudes Democráticas, cuya inscripción fue impuesta al Jurado Nacional de Elecciones, tras una protesta memorable que hizo Belaunde en el centro de Lima, conocida como el “manguerazo”. Este Frente fue el origen del partido Acción Popular.

Un partido de masas como el APRA se hallaba impedido de participar en las elecciones y por ello los votos de sus militantes serían decisivos en la contienda. Los dirigentes apristas decidieron negociar sus votos, a cambio de la mejor oferta que hicieran los candidatos. Lavalle ofreció un estatuto de partidos que otorgaría la legalidad al APRA en fecha no determinada, lo que para los apristas no era suficiente. Fue Prado quien tuvo la habilidad de ganarse el apoyo de los apristas, a quienes prometió levantarles la proscripción el primer día que asumiera el poder, derogando la famosa Ley de Seguridad Interior. Más adelante el mismo Odría apoyaría la candidatura de Prado, en desmedro de Lavalle.

### Sublevación de Marcial Merino
En este contexto la guarnición de Iquitos, encabezada por el general Marcial Merino, se sublevó contra Odría el 16 de febrero de 1956. El diario La Prensa publicó el manifiesto de los sublevados, por lo cual su director, Pedro G. Beltrán, fue detenido y enviado a la prisión de El Frontón junto a un grupo de sus trabajadores, mientras que el diario dejó de editarse. La sublevación no se extendió por el resto del departamento, y ante la amenaza de Odría de bombardear Iquitos, los rebeldes se rindieron el 26 de febrero, mientras que Marcial Merino tuvo que huir a Colombia.
Las elecciones se realizaron el 17 de junio de 1956. Los resultados oficiales fueron los siguientes: Manuel Prado Ugarteche, 568.134 votos (45,5%); Fernando Belaúnde Terry, 457.638 votos (36,7%) y Hernando de Lavalle, 222.323 votos (17,8%).

### El Pacto de Monterrico
Una de las principales preocupaciones de Odría era lograr que su sucesor se comprometiera a no investigar la corrupción y los delitos políticos de su gobierno. Aunque los ingresos legales de Odría durante el ochenio sumaban en total alrededor de 300.000 soles, había acumulado propiedades que valían 3.000.000 sólo en el departamento de Lima. Otros miembros de su familia y ministros del régimen se habían enriquecido también.
Aparentemente, cuando parecía probable la victoria electoral de Prado, se llegó a un acuerdo, conocido como el «Pacto de Monterrico», entre Prado y Odría, asegurando que la cuestión de la corrupción no sería abierta por el nuevo régimen. Así, pues, no se hizo investigación alguna en los años siguientes, a pesar de que las prácticas corruptas del régimen de Odría fueron denunciadas públicamente y en gran detalle por líderes de la oposición como Héctor Cornejo Chávez. La lista parlamentaria encabezada por José Gálvez e integrada por Porras Barrenachea- apoyada por el Apra- no se pronunció sobre el caso del mal manejo de la hacienda pública en el gobierno de Odría.
El 28 de julio de 1956 Manuel Prado y Ugarteche ciñó la banda presidencial, que recibió de manos del presidente del Senado, José Gálvez Barrenechea. Se ponía así punto final al régimen del Ochenio.

## Autoridades

### Ministros
| Ministerio                           | Ministros | Periodo |
| ------------------------------------ | --- | --- |
| Presidencia del Consejo de Ministros | Zenón Noriega Agüero Roque Augusto Saldías Maninat Juan Mendoza Rodríguez | 28 de julio de 1950 - 9 de agosto de 1954 9 de agosto de 1954 - julio de 1956 julio de 1956 - 28 de julio de 1956 |
| Relaciones Exteriores                | Federico Díaz Dulanto Ernesto Rodríguez Ventocilla Manuel Gallagher Canaval Ricardo Rivera Schreiber David Aguilar Cornejo Fernando Gamio Palacio Luis Edgardo Llosa González-Pavón Félix Huamán Izquierdo | 31 de octubre de 1948 - 2 de junio de 1949 2 de junio de 1949 - 28 de julio de 1950 28 de julio de 1950 - 4 de agosto de 1952 4 de agosto de 1952 – 11 de agosto de 1954 11 de agosto de 1954 - 2 de diciembre de 1955 2 de diciembre de 1955 - 24 de diciembre de 1955 24 de diciembre de 1955 - 29 de junio de 1956 29 de junio de 1956 - 28 de julio de 1956 |
| Agricultura y Alimentación           | Carlos Miñano Mendocilla Alberto León Díaz Luis Dibós Dammert José Alberto León Fontenoy Jaime Miranda Sousa Emilio Foley Gatjens Carlos Siles Beroni                                                      | 2 de noviembre de 1948 - 31 de mayo de 1949 31 de mayo de 1949 - 26 de junio de 1950 26 de junio de 1950 - 4 de agosto de 1952 5 de agosto de 1952 - 9 de agosto de 1954 9 de agosto de 1954 - 3 de diciembre de 1955 5 de diciembre de 1955 - 25 de diciembre de 1955 26 de diciembre de 1955 - 28 de julio de 1956                                            |
| Trabajo y Asuntos Indígenas          | Armando Artola del Pozo Víctor Casagrande Velezmoro Carlos D'Ugard Murgado Augusto Romero Lovo | 31 de mayo de 1949 - 9 de agosto de 1954 9 de agosto de 1954 - 15 de septiembre de 1955 15 de septiembre de 1955 - 24 de diciembre de 1955 24 de diciembre de 1955 - 28 de julio de 1956 |
| Salud Pública y Asistencia Social    | Alberto Flores López Edgardo Rebagliati Martins Luis N. Sáenz Armando Montes de Peralta Jorge de Romaña Plazolles Alberto López Flores                                                                     | 31 de mayo de 1949 - 28 de julio de 1950 28 de julio de 1950 - 4 de agosto de 1952 5 de agosto de 1952 - 9 de agosto de 1954 9 de agosto de 1954 - 14 de septiembre de 1955 15 de septiembre de 1955 - 5 de diciembre de 1955 5 de diciembre de 1955 - 28 de julio de 1956                                                                                      |
| Hacienda y Comercio                  | Luis Ramírez Ortiz Emilio Pereyra Marquina Andrés F. Dasso Hoke Emilio Romero Padilla Emilio Guimoye Jaime Miranda Sousa Roque A. Saldías                                                                  | 27 de octubre de 1948 - 27 de octubre de 1949 27 de octubre de 1949 - 28 de julio de 1950 28 de julio de 1950 - 1 de septiembre de 1952 1 de septiembre de 1952 - 2 de febrero de 1954 2 de febrero de 1954 - 9 de diciembre de 1955 9 de diciembre de 1955 - 24 de diciembre de 1955 24 de diciembre de 1955 - 28 de julio de 1956                             |
| Justicia y Culto                     | Marcial Merino Armando Artola del Pozo Augusto Romero Lovo Alberto Freundt Rosell Alejandro Freundt Rosell Félix Huamán Izquierdo                                                                          | 31 de octubre de 1948 - 13 de junio de 1949 13 de junio de 1949 - 29 de octubre de 1949 29 de octubre de 1949 - 28 de julio de 1950 28 de julio de 1950 - 5 de agosto de 1952 5 de agosto de 1952 - 24 de diciembre de 1955 24 de diciembre de 1955 - 28 de julio de 1956                                                                                       |
| Educación Pública                    | Juan Mendoza Rodríguez Alfonso Balaguer Regalado Carlos González Iglesias Carlos Rodríguez Pastor Mariano Iberico Rodríguez Juan Mendoza Rodríguez                                                         | 1 de noviembre de 1948 - 18 de diciembre de 1952 18 de diciembre de 1952 - 29 de enero de 1954 29 de enero de 1954 - 15 de septiembre de 1955 15 de septiembre de 1955 - 2 de diciembre de 1955 2 de diciembre de 1955 - 24 de diciembre de 1955 24 de diciembre de 1955 - 28 de julio de 1956                                                                  |
| Fomento y Obras Públicas             | Alfonso Llosa González-Pavón José del Carmen Cabrejo Mejía Carlos Salazar Southwell Eduardo Miranda Sousa Fernando Noriega Calmet Roberto Dianderas Chumbiauca                                             | 3 de noviembre de 1948 - 28 de julio de 1950 28 de julio de 1950 - 1951 1951 - 1952 5 de agosto de 1952 - 26 de julio de 1954 26 de julio de 1954 - 24 de diciembre de 1955 24 de diciembre de 1955 - 28 de julio de 1956 |
| Gobierno y Policía                   | Augusto Villacorta Álvarez Ricardo de la Puente y Ganoza Augusto Romero Lovo Alejandro Esparza Zañartu Augusto Villacorta Álvarez                                                                          | 3 de noviembre de 1948 - 28 de julio de 1950 28 de julio de 1950 - 20 de marzo de 1952 20 de marzo de 1952 - 16 de septiembre de 1955 16 de septiembre de 1955 - 24 de diciembre de 1955 24 de diciembre de 1955 - 28 de julio de 1956 |
| Aeronáutica                          | José Villanueva Pinillos Mario Saona Enrique Bernales Bedoya Manuel Polidoro García Mejía | 2 de noviembre de 1948 - 25 de julio de 1951 25 de julio de 1951 - 1 de febrero de 1954 1 de febrero de 1954 - 1 de enero de 1956 1 de enero de 1956 - 28 de julio de 1956 |
| Marina                               | Roque Augusto Saldías Maninat Alfredo Sousa Almandoz | 2 de noviembre de 1948 - 24 de diciembre de 1955 24 de diciembre de 1955 - 28 de julio de 1956 |
| Guerra                               | Zenón Noriega Agüero Carlos Miñano Mendocilla Enrique Indacochea Galarreta | 2 de noviembre de 1948 - 9 de agosto de 1954 10 de agosto de 1954 - 15 de septiembre de 1955 15 de septiembre de 1955 - 28 de julio de 1956 |

| Predecesor: Primavera Democrática | Historia republicana del Perú 1948 - 1956 | Sucesor: Reformismo civil moderado |